# Atemelia
Atemelia is een geslacht van vlinders uit de familie Praydidae.

## Soorten
- Atemelia compressella
- Atemelia contrariella
- Atemelia iridesma
- Atemelia mahonivora
- Atemelia torquatella - Vanillevlekje